# أيشي مانولا
أيشي مانولا (من مواليد 13 سبتمبر 1995) هو لاعب كرة قدم تنزاني. يلعب كحارس مرمى ويمثل المنتخب التنزاني . 

## النشأة
ولد مانولا في موروغورو ، تنزانيا .

## مسيرته
بدأ حياته المهنية في نادي متيبوا شوغر. في عام 2012 انضم إلى نادي عزام بعمر 17 عامًا. ساعده أدائه وثباته على الانضمام إلى الفريق الأول ليحل محل حارس المرمى الغاني دانييل أغبيي. انضم إلى سيمبا في عام 2017 حيث ساعد فريقه على الفوز بكأس الدوري وحصل على القفاز الذهبي. وساعد سيمبا على الفوز بالدوري أربع مرات متتالية